# Саранді
́
Саранді (ісп. Sarandí) — місто в окрузі Авельянеда провінції Буенос-Айрес, Аргентина. Частина міської агломерації Великого Буенос-Айреса. Розташоване на південь від міста Буенос-Айрес. Має площу 54 км² та населення 60 752 жителів; другий за чисельністю населений пункт в окрузі після Авельянеди, з 18,5 % населення округу.

## Українська громада
В містечку колись знаходилася філія Українського культурного товриства «Просвіта», яка згодом перебралася до Вільде. Проте в містечку залишилася українська греко-католицька церква парафії Вічної допомоги за адресою Supisiche 1244, B1872BTY Sarandí, Buenos Aires.